# Campeonato Mundial de Lucha de 1977
El XXXII Campeonato Mundial de Lucha se realizó en dos sedes diferentes: la lucha grecorromana en Gotemburgo (Suecia) entre el 14 y el 17 de octubre y la lucha libre masculina en Lausana (Suiza) entre el 20 y el 23 de octubre de 1977.
Fue organizado por la Federación Internacional de Luchas Asociadas (FILA) y las correspondientes federaciones nacionales de los países sedes respectivos.

## Resultados

### Lucha grecorromana
| Evento  | Oro                            | Plata                      | Bronce                    |
| ------- | ------------------------------ | -------------------------- | ------------------------- |
| 48 kg   | Alexei Shumakov URSS           | Salih Bora Turquía         | Todor Guenchev Bulgaria   |
| 52 kg   | Nicu Gîngă Rumania             | Kamil Fatkulin URSS        | Morad Ali Shirani Irán    |
| 57 kg   | Pertti Ukkola · Finlandia      | Farjat Mustafin URSS       | Ivan Frgić Yugoslavia     |
| 62 kg   | László Réczi · Hungría         | Kazimierz Lipień · Polonia | Ion Păun Rumania          |
| 68 kg   | Heinz-Helmut Wehling RDA       | Lars-Erik Skiöld · Suecia  | Nikolai Dimov Bulgaria    |
| 74 kg   | Vítězslav Mácha Checoslovaquia | Yanko Shopov Bulgaria      | Ferenc Kocsis · Hungría   |
| 82 kg   | Vladimir Cheboxarov URSS       | Ion Draica Rumania         | Momir Petković Yugoslavia |
| 90 kg   | Frank Andersson · Suecia       | Petre Dicu Rumania         | Stoyan Ivanov Bulgaria    |
| 100 kg  | Nikolai Balboshin URSS         | Refik Memišević Yugoslavia | Gueorgui Raikov Bulgaria  |
| +100 kg | Nikola Dinev Bulgaria          | Alexandr Kolchinski URSS   | Arne Robertsson · Suecia  |

### Lucha libre
| Evento  | Oro                             | Plata                         | Bronce                       |
| ------- | ------------------------------- | ----------------------------- | ---------------------------- |
| 48 kg   | Anatoli Beloglazov URSS         | Nobuo Fujisawa Japón          | Kim Hwa-Kyung Corea del Sur  |
| 52 kg   | Yuji Takada Japón               | Władysław Stecyk · Polonia    | Hartmut Reich RDA            |
| 57 kg   | Tadashi Sasaki Japón            | Viktor Alexeyev URSS          | Jack Reinwand Estados Unidos |
| 62 kg   | Vladimir Yumin URSS             | James Humphrey Estados Unidos | Mijo Dukov Bulgaria          |
| 68 kg   | Pavel Piniguin URSS             | Šaban Sejdi Yugoslavia        | Zeveguiin Oidov Mongolia     |
| 74 kg   | Stanley Dziedzic Estados Unidos | Mansur Barzegar Irán          | Alexandar Nanev Bulgaria     |
| 82 kg   | Adolf Seger RFA                 | Magomedjan Aratsilov URSS     | István Kovács · Hungría      |
| 90 kg   | Anatoli Prokopchuk URSS         | Uwe Neupert RDA               | Shukri Ajmedov Bulgaria      |
| 100 kg  | Aslanbek Bisultanov URSS        | Harald Büttner RDA            | Vasile Pușcașu Rumania       |
| +100 kg | Soslan Andiyev URSS             | Marin Guerchev Bulgaria       | József Balla · Hungría       |

## Medallero
| Núm. | País           | Oro | Plata | Bronce | Total |
| ---- | -------------- | --- | ----- | ------ | ----- |
| 1    | URSS           | 9   | 5     | 0      | 14    |
| 2    | Japón          | 2   | 1     | 0      | 3     |
| 3    | Bulgaria       | 1   | 2     | 7      | 10    |
| 4    | Rumania        | 1   | 2     | 2      | 5     |
| 5    | RDA            | 1   | 2     | 1      | 4     |
| 6    | Estados Unidos | 1   | 1     | 1      | 3     |
| 6    | Suecia         | 1   | 1     | 1      | 3     |
| 8    | Hungría        | 1   | 0     | 3      | 4     |
| 9    | RFA            | 1   | 0     | 0      | 1     |
| 9    | Checoslovaquia | 1   | 0     | 0      | 1     |
| 9    | Finlandia      | 1   | 0     | 0      | 1     |
| 12   | Yugoslavia     | 0   | 2     | 2      | 4     |
| 13   | Polonia        | 0   | 2     | 0      | 2     |
| 14   | Irán           | 0   | 1     | 1      | 2     |
| 15   | Turquía        | 0   | 1     | 0      | 1     |
| 16   | Corea del Sur  | 0   | 0     | 1      | 1     |
| 16   | Mongolia       | 0   | 0     | 1      | 1     |
|      | TOTAL          | 20  | 20    | 20     | 60    |